# 加拉帕戈斯银头苋
加拉帕戈斯银头苋（学名:Blutaparon rigidum），是科隆群岛特有及灭绝的一种苋科银头苋属植物。
加拉帕戈斯银头苋是一种灌木，其栖息地位于沿海的干旱带。现时仅有两具加拉帕戈斯银头苋的标本，都是在圣地亚哥岛上发现并收集的。其中模式标本于1895年采集于Orchilla，而另一具标本则在1905年6月采集于Stewart东北海岸附近海拔200米处。最后一次发现它们是于1906年，其灭绝的原因可能与山羊的入侵有关。